# Wagnerina schelkovnikovi
Wagnerina schelkovnikovi är en loppart som beskrevs av Ioff et Argyropulo 1934. Wagnerina schelkovnikovi ingår i släktet Wagnerina och familjen mullvadsloppor. Inga underarter finns listade i Catalogue of Life.